# Guaiacum unijugum
Guaiacum unijugum là một loài thực vật có hoa trong họ Zygophyllaceae. Loài này được Brandegee miêu tả khoa học đầu tiên năm 1915.